# Erastria humbloti
Erastria humbloti là một loài bướm đêm trong họ Geometridae.